# Histoire du transport ferroviaire en Russie

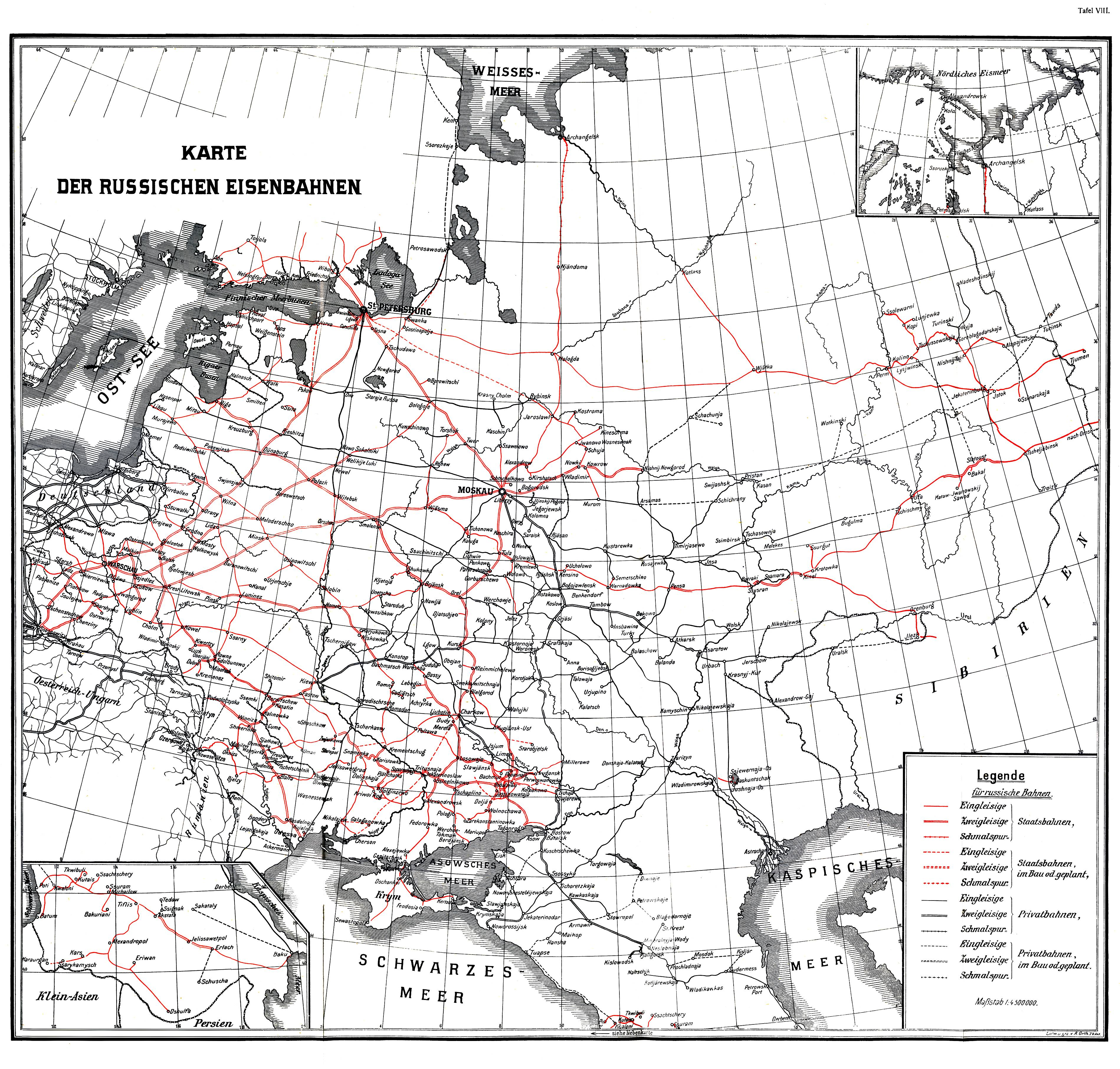
Le réseau ferroviaire russe en 1912

Le réseau ferroviaire russe est un des deux plus importants du monde avec celui des États-Unis. Il joue un rôle essentiel dans l'histoire et l'économie du pays depuis le XIXe siècle. Il s'est développé sous l'Empire russe, puis sous le régime soviétique.

## Le chemin de fer de l'Empire russe (1837-1917)

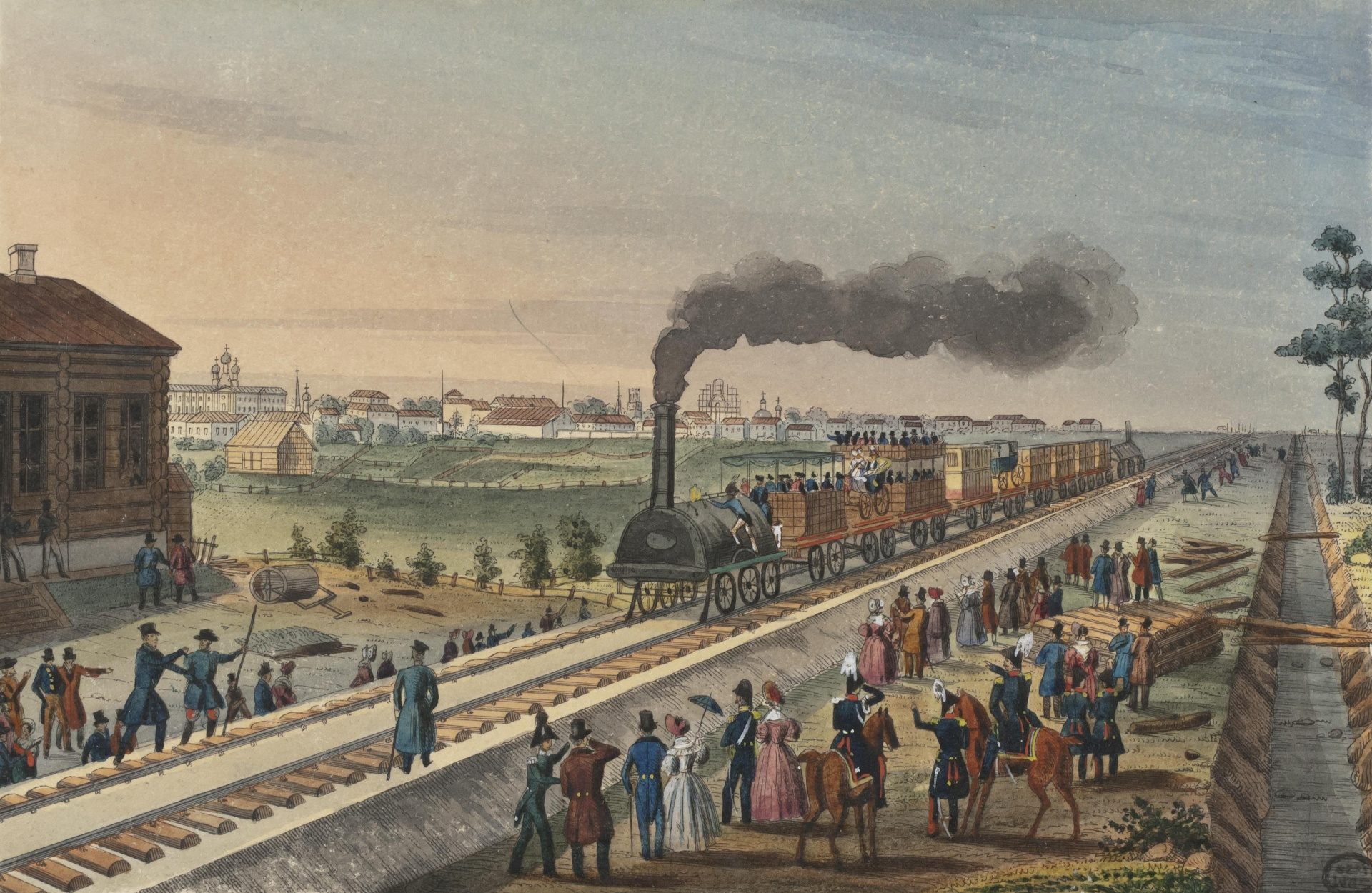
Chemin de fer de Tsarskoie Selo

### Principales étapes

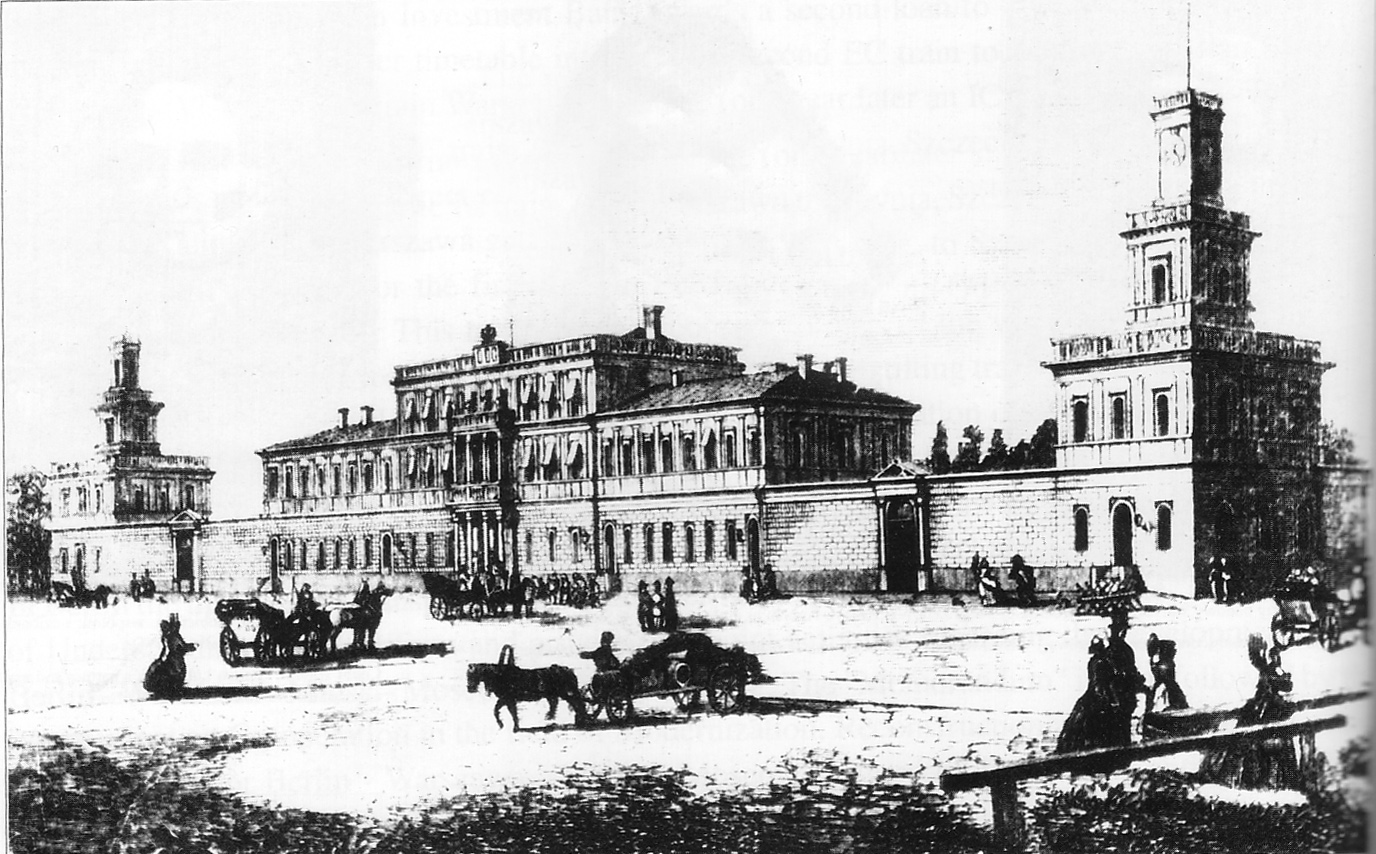
La gare de Vienne, à Varsovie, vers 1850.

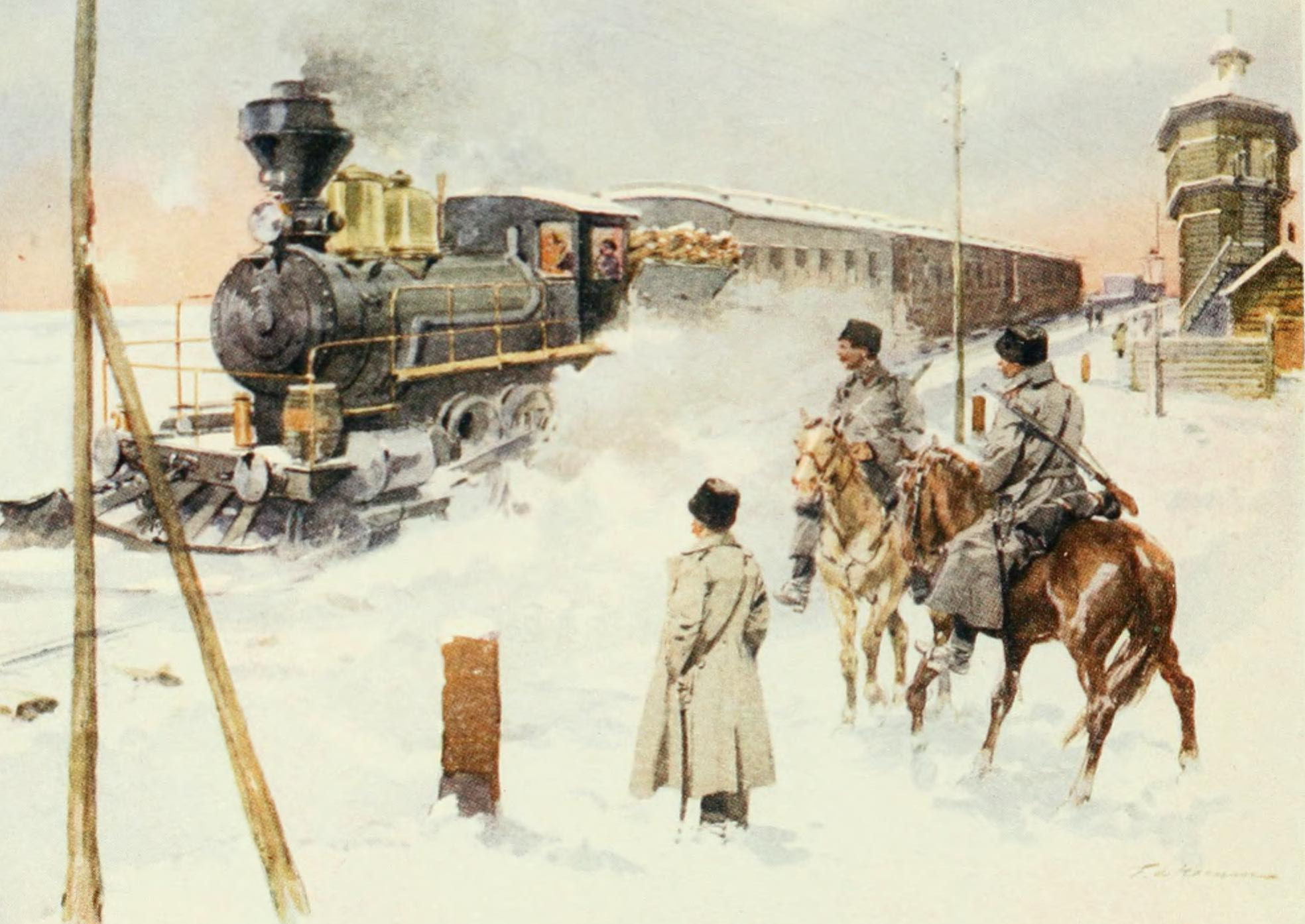
Chemin de fer provincial en Russie par Hugh Stewart, 1913.

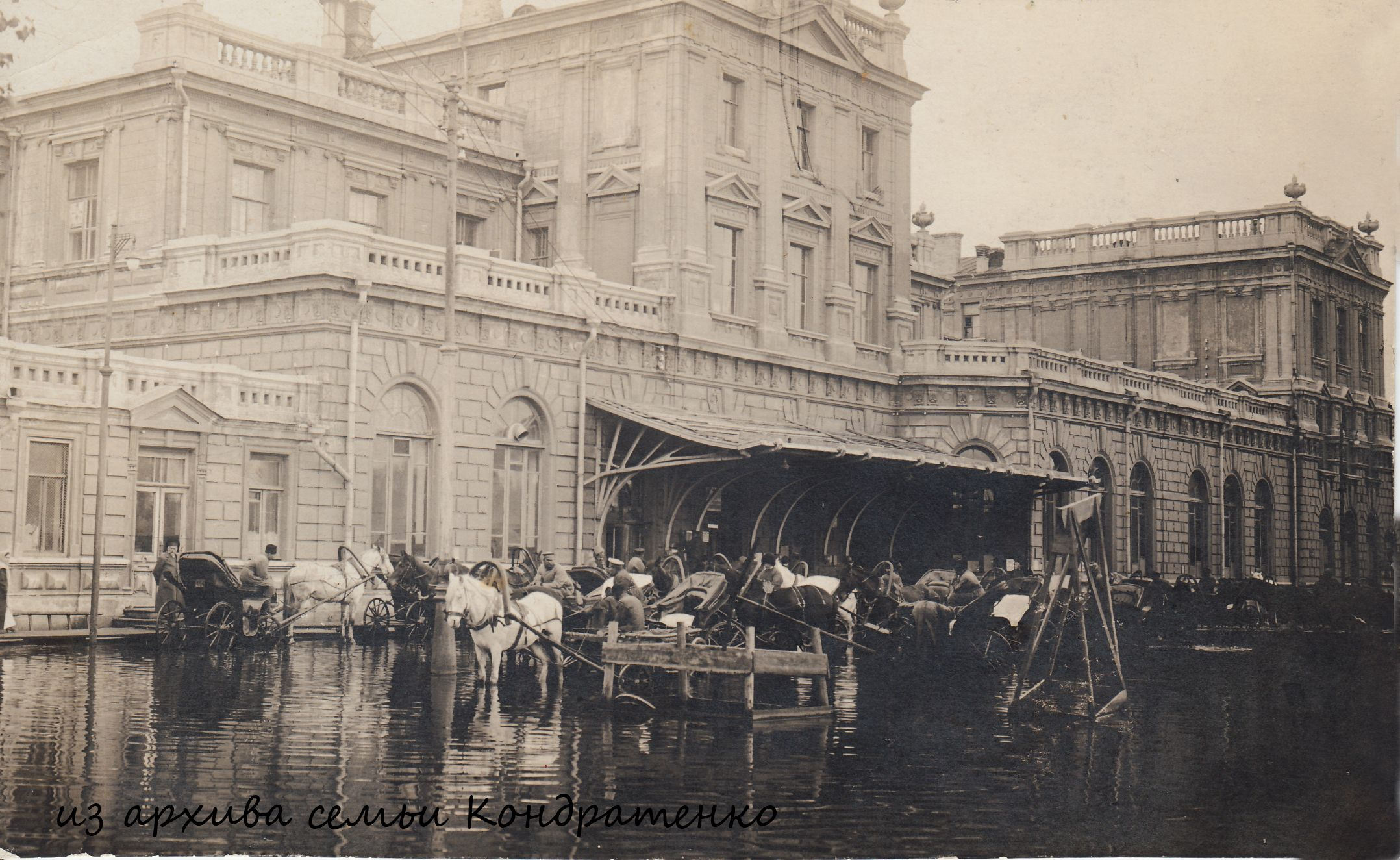
La gare de Rostov-sur-le-Don en 1918.

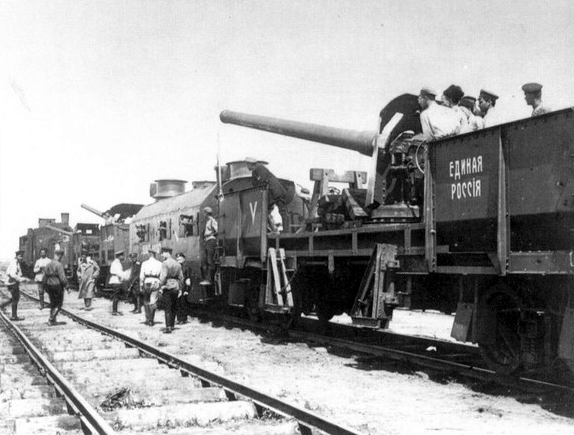
Train blindé des armées blanches pendant la guerre civile russe, 1918.

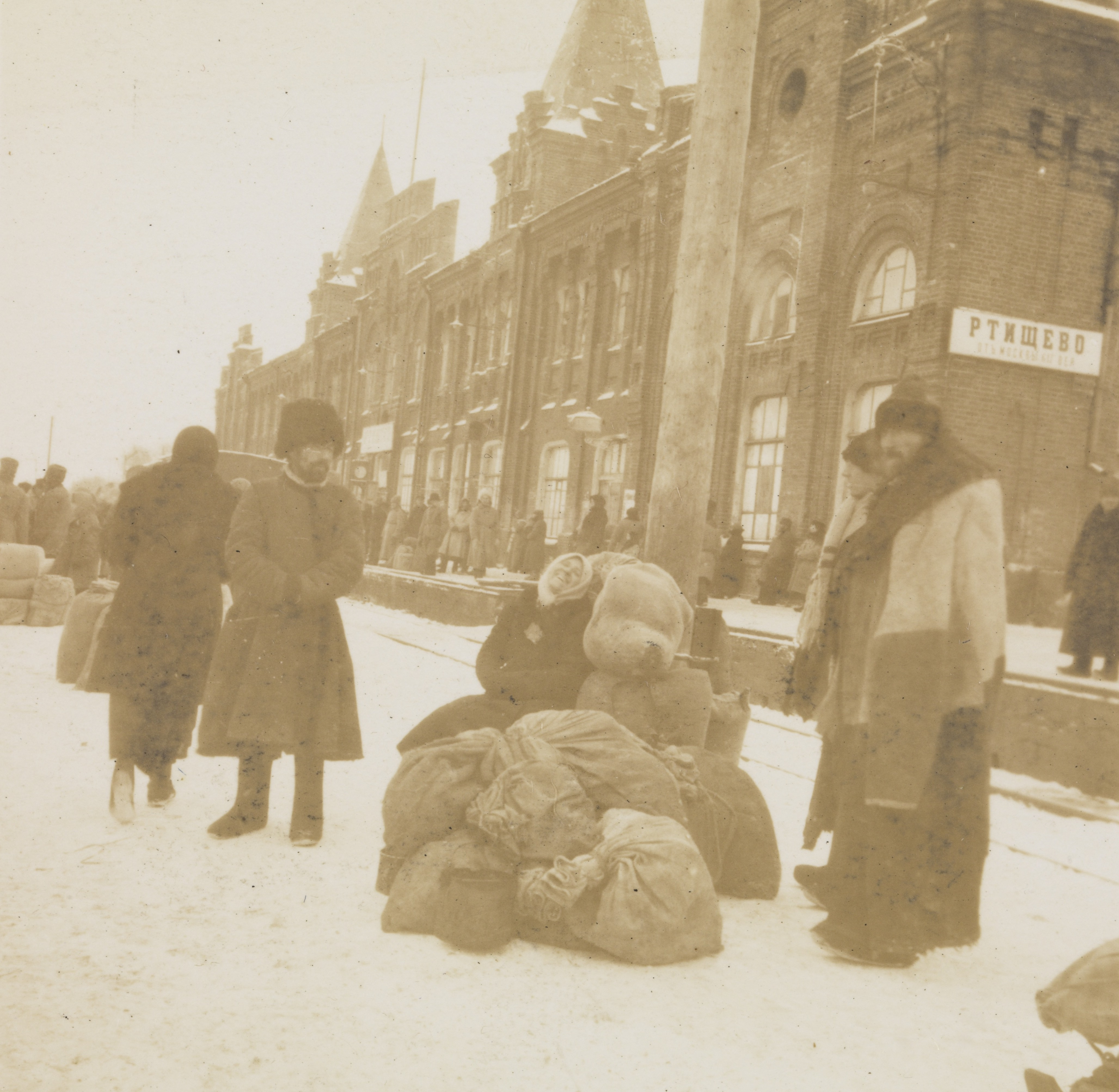
La gare de Rtichtchevo (gouvernement de Saratov) en 1921.

Dans les années 1830, les inventeurs Iefim et Miron Tcherepanov (en), serfs de la famille Demidoff, lignée d'entrepreneurs russes, conçoivent la première locomotive à vapeur russe. En 1837, la première voie ferrée, la ligne de Tsarskoïe Selo, longue de 17 km, relie la capitale, Saint-Pétersbourg, à la résidence d'été de la famille impériale. 
En 1845, le chemin de fer Varsovie – Vienne (en) raccorde Vienne, capitale de l'empire d'Autriche, à Varsovie, capitale de la vice-royauté russe de Pologne. Sa longueur n'atteindra que 327 km en 1848. Elle utilise une voie à l'écartement européen standard, 1 435 mm, au lieu de l'écartement russe, 1 520 mm, qui s'imposera par la suite. 
Le ministère des chemins de fer, créé en 1842, supervise le premier grand chantier en Russie, le chemin de fer Saint-Pétersbourg – Moscou, construit entre 1842 et 1851, cette fois à l'écartement russe. Le chemin de fer Saint-Pétersbourg-Varsovie est construit entre 1853 et 1862. 
Après le désastre de la guerre de Crimée, analysé comme un effet du retard du système de transport russe, l'État russe abandonne sa politique protectionniste et après avoir essayé de faire jouer la concurrence française, belge, allemande et américaine, il autorise la fondation de la Grande société des chemins de fer russes (GSCFR), autour des frères Pereire et en relation avec la diplomatie française, avec à la clé une énorme concession de 4 000 km de chemins de fer. La banqueroute des frères Pereire et la restructuration de la GSCFR en 1861 marque le début d'une décennie 1860 marquée par un retour de la prise en main nationale de la gestion des chemins de fer et de la stagnation du développement ferroviaire russe.
Le 7 juin 1865, un édit d'Alexandre II crée le ministère des communications qui intègre celui des chemins de fer. Il est confié à Pavel Melnikov (1804-1880) (en) qui donne une grande impulsion au chemin de fer en Russie d'Europe.
Le financement est en partie assuré par des emprunts russes contractés à l'étranger, notamment en France. Pratiqués à partir de 1867, ils deviennent massifs entre 1888 et 1913.
La compagnie du Chemin de fer d'Odessa est créée en 1865. Le chemin de fer du Sud-Ouest, desservant l'Ukraine centrale autour de Kiev, est construit à partir de 1870. La compagnie des Pivdenno-Zakhidna zaliznytsia est créée en 1882 pour développer les lignes entre Kiev, Odessa et la Bessarabie et en 1893 la Le chemin de fer Moscou-Kiev-Voronej qui lie Moscou à Voronej et Kiev.
Le chemin de fer transcaucasien, reliant Poti, sur la mer Noire, à Bakou, sur la mer Caspienne, est construit entre 1865 et 1883. En 1884 ouverture de la ligne du Chemin de fer de Catherine.
Dans les années 1880-1890, le chemin de fer transcaspien relie le port de Krasnovodsk, sur la mer Caspienne, aux provinces intérieures du Turkestan russe (Turkménistan et Ouzbékistan actuels). 
En 1906, le Transaral relie Orenbourg, dans la région des monts Oural, à Tachkent en Asie centrale. 
Le Transsibérien, construit entre 1891 et 1916, est la plus longue ligne ferroviaire du monde. Il relie la Russie d'Europe et la Sibérie aux provinces de l'Extrême-Orient russe et, par le Transmandchourien et le chemin de fer de Mandchourie du Sud, à la base navale de Port-Arthur, sur la mer de Chine orientale, possession russe jusqu'à la guerre russo-japonaise de 1904-1905, et au réseau ferroviaire chinois. Il est fini le 5 novembre 1916, avec l'inauguration du pont de Khabarovsk sur le fleuve Amour. 
Le chemin de fer de Saint-Pétersbourg à Mourmansk, seul port de l'océan Arctique libre de glaces toute l'année, est achevé en 1916 et contribue à l'approvisionnement en matériel de la Russie dans la Première Guerre mondiale.

### Autres lignes
- 1847 : chemin de fer de Saint-Pétersbourg à Kolpino[2]
- 1857 : chemin de fer de Saint-Pétersbourg à Peterhof
- 1859 : 
  - Chemin de fer de Saint-Pétersbourg à Daugavpils
  - Chemin de fer de Ząbkowice (Dąbrowa Górnicza) à Sosnowiec
- 1861 : chemin de fer de Moscou à Vladimir[2]
- 1862 : 
  - Chemin de fer de Moscou à Kolomna[2]
  - Chemin de fer de Vladimir à Nijni Novgorod[2]
  - Chemin de fer du Don à la Volga[2]
  - Chemin de fer de Varsovie à Kaunas[2]
  - Chemin de fer de Tavastehus à Helsinki[2]
  - Chemin de fer de Varsovie à Bydgoszcz
- 1864 : chemin de fer de Kolomna à Riazan[2]
- 1866 : 
  - Chemin de fer de Varsovie à Terespol[2]
  - Chemin de fer de Terespol à Brest (Biélorussie)[2]
  - Chemin de fer de Łódź à Koluszki et jonction avec les chemins de fer d'État de la Prusse[2]
- 1868 : Chemins de fer de la Baltique qui absorbe les Chemins de fer de Peterhof.
- 1869 : 
  - chemin de fer d'Odessa à Balta (Ukraine)
  - Ligne de chemin de fer Libau-Romny
- 1870 : 
  - Chemin de fer de Moscou à Smolensk
  - Chemin de fer de Saint-Pétersbourg à Riihimäki
- 1878 : chemin de fer d'Oural (Kazakhstan)
- 1885 : 
  - Chemin de fer d'Ivangorod (Dęblin) à Dąbrowa Górnicza
  - Chemin de fer de Rostov-sur-le-Don à Vladikavkaz
- 1894 : chemin de fer de Vyborg à Joensuu
- 1898 : chemin de fer de Vologda à Arkhangelsk
- 1902 : chemin de fer d'Oulu à Tornio
- 1905 : chemin de fer Circum-Baïkal, partie du Transsibérien contournant le lac Baïkal

### Longueur du réseau
La longueur du réseau, de 1838 à 1917, évolue de la façon suivante : 
- 1838 : 26 km
- 1855 : 917 km
- 1880 : 22 861 km
- 1890 : 30 589 km
- 1905 : 50 881 km
- 1917 : 81 098 km

### D'une guerre à l'autre
Pendant la Première Guerre mondiale puis la guerre civile russe, 60 % du réseau et 80 % du matériel sont détruits. Les trains blindés sont une des armes majeures de ce conflit, notamment quand la ligne du Transsibérien est occupée par les armées blanches et la Légion tchécoslovaque combattant le régime soviétique.
Le rétablissement des lignes de communications est lent et laborieux : ainsi, au cours de la guerre civile, l'Armée rouge confisque les trains pour l'usage militaire, ce qui perturbe l'acheminement des marchandises et du courrier postal, situation d'autant plus grave que le réseau télégraphique est en grande partie inutilisable : le régime bolchevik doit avoir largement recours à la télégraphie sans fil.

## Époque soviétique
Voir Transport ferroviaire en Union soviétique (en) et système ferroviaire soviétique (en).